# ویدا شقاقی
ویدا شقاقی (متولد ۱۳۲۷) زبان‌شناس ایرانی، استاد تمام گروه زبان‌شناسی دانشگاه علامه طباطبایی و رئیس سابق انجمن زبان‌شناسی ایران است. او دوره کارشناسی زبان انگلیسی را در مدرسه عالی ترجمه و دوره کارشناسی ارشد و دکتری زبان‌شناسی را در دانشگاه تهران گذرانده‌است.

## آثار
- مبانی صرف، ویدا شقاقی، تهران: انتشارات سمت، ۱۳۸۶ (چاپ هفتم، ۱۳۹۳)
- فرهنگ توصیفی صرف، ویدا شقاقی، تهران: انتشارات علمی، ۱۳۹۵
- مجموعه مقالات اولین همایش صرف، ویدا شقاقی (ویراستار)، تهران: انجمن زبان‌شناسی ایران، ۱۳۸۸
- مجموعه مقالات دومین همایش صرف، ویدا شقاقی (ویراستار)، تهران: انجمن زبان‌شناسی ایران، ۱۳۸۹